# Helmut Hamann
Helmut Hamann, född 31 augusti 1912 i Berlin, död 22 juni 1941 i Siedliszcze i Polen, var en tysk friidrottare.
Hamann blev olympisk bronsmedaljör på 4 x 400 meter vid sommarspelen 1936 i Berlin. Han dödades i strid på östfronten under andra världskriget den 22 juni 1941 i Polen.